# Thomas Reynolds
Thomas Reynolds, född 12 mars 1796 i Kentucky, död 9 februari 1844 i Jefferson City, Missouri, var en amerikansk demokratisk politiker. Han var Missouris guvernör från 1840 fram till sin död. Reynolds död är ett sällsynt fall i USA:s historia där en sittande guvernör begår självmord. Helt unik förblev händelsen dock inte med tanke på att John Milton begick självmord i Florida år 1865.
Reynolds studerade juridik och inledde 1817 sin karriär som advokat. Han var chefsdomare i Illinois högsta domstol 1822–1825 och ledamot av Illinois representanthus 1826–1828. Han flyttade sedan till Missouri där han 1832 valdes in i representanthuset och med detsamma utsågs till talman.
Reynolds efterträdde 1840 Lilburn Boggs som Missouris guvernör. Den 9 februari 1844 sköt han sig i sitt arbetsrum i guvernörsresidenset i Jefferson City. I självmordsbrevet förklarade han att han inte kunde leva med alla smädelserna. Reynolds var en populär guvernör och självmordet tolkades i allmänhet som ett utslag av en sinnessjukdom. Efterträdaren Meredith Miles Marmaduke efterlyste större satsningar på mentalvården i Missouri.